# Siegfried Behn
Siegfried Behn (* 3. Juni 1884 in Hamburg; † 27. November 1970 in Bonn-Bad Godesberg) war ein deutscher Philosoph und Psychologe und arbeitete als Dozent und Professor an der Pädagogischen Akademie in Bonn sowie an der Rheinischen-Friedrich-Wilhelms-Universität, Bonn.

## Leben
Behn besuchte von 1897 bis 1903 Gymnasien in Hamburg und Worms, 1903 bis 1908 folgte das Studium der Philosophie, Psychologie und weiterer Fächer in München und Heidelberg, das er 1908 mit der Promotion abschloss. Von 1908 bis 1913 unternahm er weitere Studien und erhielt 1913 die Lehrbefugnis (venia legendi) für Philosophie und Psychologie in Bonn.
Ab 1913 bis 1922 war er Privatdozent für Philosophie in Bonn, von 1922 bis 1933 außerordentlicher Professor für Philosophie und zeitweise zugleich Dozent, anschließend Professor für Philosophie an der Pädagogischen Akademie in Bonn, ab 1931 ordentlicher Professor für Philosophie unter besonderer Berücksichtigung der experimentellen Pädagogik an der Universität Bonn, wo er von 1937 bis 1949 das Amt als ordentlicher Professor für Philosophie und Psychologie innehatte. Am 18. Oktober 1949 wurde er emeritiert.

## Wirken
Als Aspekte seines Wirkens können genannt werden:
- In seinen experimentellen Untersuchungen zum Rhythmus literarischer Texte ist er schon früh auf einen Zusammenhang gestoßen, der in der Quantitativen Linguistik später als Menzerath-Altmann-Gesetz theoretisch hergeleitet und überprüft wurde. Er stellte fest, dass Zeilen mit mehr Silben vergleichsweise kürzer gesprochen werden als Zeilen mit weniger Silben, so dass ein Ausgleich der Sprechdauer zwischen verschieden langen Zeilen erfolgt.
- Weiter sind seine Untersuchungen zu fünf Betonungsstufen in Gedichten für die Quantitative Linguistik von Interesse, lassen sie sich doch als Ausprägung eines Sprachgesetzes interpretieren, das unter anderem die Wortlängen (Gesetz der Verteilung von Wortlängen) in Texten steuert.
- Im Mai 1949 übernahm Behn die Leitung der Nachrichtenkommission, die das Verhalten der Universitätsmitglieder in der Zeit des Nationalsozialismus zu untersuchen hatte.

## Schriften
- Der deutsche Rhythmus und sein eigenes Gesetz. Eine experimentelle Untersuchung. Straßburg: Trübner 1912
- Rhythmus und Ausdruck in deutscher Kunstsprache. Bonn: Verlag von Friedrich Cohn 1921
- Kritik der pädagogischen Erkenntnis. Bonn: F. Cohen 1923
- Die Wahrheit im Wandel der Weltanschauung: Eine kritische Geschichte der metaphysischen Philosophie. Berlin : F. Dümmlers Verl. 1924
- Romantische oder klassische Logik? Vergleichende Dialektik des antinom. Widerspruches. Münster i. W.: Aschendorffsche Verlh. 1925
- Sein und Sollen: Eine metaphysische Begründung der Ethik. Berlin: F. Dümmlers Verl. 1927; Bonn: Buchgemeinde 1931
- Erzieherische Ideale: Die „Kritik“ der pädagogischen Erkenntnis. Bonn: F. Cohen 1927
- Allgemeine Geschichte der Pädagogik in problementwickelnder Darstellung. Paderborn: F. Schöningh Band 1 1928; Band 2 1929
- Philosophie der Werte als Grundwissenschaft der pädagogischen Zieltheorie. München: Verlag J. Kösel & F. Pustet 1930
- Einleitung in die Metaphysik. Freiburg: Herder 1933
- Das Ethos der Gegenwart. Bonn: Hanstein 1933/34
- Der ewige Jude: Eine Legende. Kempen-Niederrhein: Thomas-Verlag 1947
- Ethik: Ein Repetitorium. Bonn: Hanstein 1948
- Kritik der Erkenntnis. Bonn: Hanstein 1949
- Allgemeine Geschichte der Pädagogik in problementwickelnder Darstellung. Darmstadt: Wissenschaftl. Buchgesellschaft; Paderborn: Schöningh, 1961
- Schönheit und Magie. Ratingen: Henn 1964